# NGC 51
NGC 51 je galaksija u zviježđu Andromeda.

## Vanjske poveznice
- SEDS: NGC 0051